# Serranía del Darién
La Serranía del Darién, également appelée montagnes de Tacarcuna, se situe à la frontière entre le nord-ouest de la Colombie et l'est du Panama, où se situe leur point culminant à 1 875 mètres d'altitude. Elles comptent notamment une forte diversité d'espèces animales. C'est une région peu ou pas explorée qui a vu la découverte de nouvelles espèces en février 2009. Elle possède un fort taux d'endémisme.

## Géographie
Le Cerro Tacarcuna culmine dans la province de Darién, au Panama.

## Parc national
Le parc national de Darién couvre une surface de 579 000 hectares, ce qui en fait le plus grand à la fois du Panama et de toute l’Amérique centrale. Il est situé au sud-ouest du pays et longe pratiquement toute la frontière avec la Colombie. L’aire protégée part de la côte pacifique ; c’est une succession de plages, de champs de mangues et de lagunes côtières qui rejoint de façon discontinue les forêts humides du Cerro Tacarcuna qui, avec ses 1 875 mètres d’altitude, est le plus haut sommet du parc.

## Faune et flore
La serranía del Darién a récemment vu la découverte de nouvelles espèces comme une dizaine de nouveaux amphibiens (9 grenouilles et une salamandre) ainsi que des mammifères, en particulier des singes et des rongeurs.

## Sources
- Découverte de dix espèces d'amphibiens inconnues, 3 février 2009